# Lotarinščina
Lotarinščina (francosko lorrain) je romanski jezik, ki spada v skupino oilskih jezikov (langues d'oïl). Govori se ga v Franciji v Lotaringiji ali Loreni, zaradi prevzemanja standardne francoščine pa je število govorcev upadlo do le kakšnih 200 000 ljudi. Jezik ima status regionalnega jezika in je zdaj zakonsko zaščiten. 